# 永寧縣 (南鳳州)
永寧縣，元兵入蜀，以鳳州仍治梁泉縣，別置南鳳州治于河池縣。後又升永寧鄉為縣，與兩當縣同屬南鳳州。至元元年，改為徽州。七年併河池縣、永寧二縣入徽州。